# Midland (Carolina del Norte)
Midland es un pueblo ubicado  en el condado de Cabarrus en el estado estadounidense de Carolina del Norte. 

## Geografía
Midland se encuentra ubicado en las coordenadas  35°13′38″N 80°30′03″O / 35.22722, -80.50083.